# 柳家緑太
柳家 緑太（やなぎや ろくた）は、落語家の名跡。
- 柳家緑太 - 現∶柳家勧之助[1]
- 柳家緑太 - 本項にて記述

柳家 緑太（やなぎや ろくた、1984年8月27日 - ）は、落語協会に所属する落語家。定紋は「剣かたばみ」。出囃子は『玉屋』。

## 経歴
1984年、大分県玖珠郡玖珠町生まれ。2007年3月、浦和大学総合福祉学部総合福祉学科卒業。
2009年11月、柳家花緑に入門。2010年5月に前座となる、前座名は「緑太」。
2014年11月1日に柳家花飛、三遊亭天歌と共に二ツ目昇進。2018年、第29回北とぴあ若手落語家競演会奨励賞を受賞。
2025年3月21日、柳家花飛、林家けい木改め林家木久彦、柳亭市童改め四代目松柳亭鶴枝、柳家吉緑と共に真打昇進。

## 芸歴
- 2009年11月∶柳家花緑に入門[2]。
- 2010年5月∶前座となる、前座名は「緑太」[2]。
- 2014年11月∶二ツ目昇進[2]。
- 2025年3月:真打昇進。

## 受賞歴
- 2018年∶第29回北とぴあ若手落語家競演会奨励賞[2]

## 人物
- 埼玉県和光市在住。

### 趣味
- ボードゲーム[2]
- カードゲーム[2]
- ランニング[2]
- 靴磨き[2]